# 永井義男
永井 義男（ながい よしお、1949年4月20日 - ）は、日本の小説家、歴史評論家。

## 経歴
福岡市に生まれる。福岡県立修猷館高等学校を経て、東京外国語大学外国語学部インド・パキスタン語学科を卒業する。
福武書店編集部勤務、国際協力機構広報課勤務を経てフリーとなり、中国古典の翻訳や著述、コピーライター、エフエムジャパンのニュース・エディターなどを務める。アジア人口・開発協会で中国の人口と開発に関する調査研究に従事したこともある。
1995年、『深川猟奇心中』で小説家としてデビュー。1997年、『算学奇人伝』で開高健賞を受賞する。時代小説のほか、江戸時代に関する評論の類も多い。

## 著書
- 『生きている行動と倫理 日本人の歴史的連続性を探る』（編著、新門出版社） 1985
- 『性のおもしろ雑学事典 ドキドキワクワク』（日本文芸社） 1986
- 『ビジネスマンのための中国・日本歴史名言集』（編著、三樹書房） 1986
- 『「戦略・奇略」の人間学 中国古典に学ぶ』（PHP研究所） 1988、のち改題文庫化『中国兵法に学ぶ勝つ法則』
- 『四字熟語新辞典 ことばと文章が生きる』（アドア出版） 1989、のち改題文庫化『知って得する四字熟語新辞典』（PHP文庫）
- 『武術の奥義名言集 中国口伝に学ぶ』（アドア出版） 1992
- 『中国故事に学ぶ人間学 形勢逆転100の知恵』（騎虎書房） 1995
- 『江戸の下半身事情』（祥伝社新書） 2008
- 『図説吉原入門』（学習研究社） 2008
- 『江戸の生活ウラ事情 衣食住から格差社会の実像まで知られざる江戸の意外な素顔』（日文新書） 2009
- 『江戸の性の不祥事』（学研新書） 2009
- 『江戸のフーゾク万華鏡 吉原・四宿から夜鷹・陰間まで大江戸八百八町の性事情』（日文新書） 2009
- 『江戸の密通 性をめぐる罪と罰』（学研新書） 2010
- 『春画で見る江戸の性事情 今も昔も変わらない愛のかたち』（日文新書） 2010
- 『二人の兵法孫子 孫武と孫臏の謎』（明治書院、学びやぶっく） 2011
- 『春画で見る江戸の性技 時代を超えて伝わる性のテクニック』（日文新書） 2011
- 『春画と書入れから見る吉原と江戸風俗』（学研パブリッシング） 2011
- 『お盛んすぎる 江戸の男と女』（朝日新書） 2012
- 『江戸の性語辞典』（朝日新書） 2014
- 『江戸の糞尿学』（作品社） 2016
- 『吉原と日本人のセックス四〇〇年史』（下川耿史共著、辰巳出版） 2019
- 『本当はブラックな江戸時代』（朝日文庫） 2019
- 『吉原の舞台裏のウラ 遊女たちの私生活は実は〇〇だった?』（朝日文庫） 2020
- 『剣術修行の廻国旅日記』（朝日文庫） 2023

### 小説
- 『算学奇人伝』（ティビーエス・ブリタニカ） 1997、のち祥伝社文庫
- 『鮮魚師』（読売新聞社） 1997
- 『江戸狼奇談』（祥伝社ノン・ポシェット） 1998
- 『蘭方医・長崎浩斎大江戸謎解き帳』（祥伝社） 1998
- 『将軍と木乃伊 江戸国学者・山崎美成の謎解き帳』（祥伝社） 1999、のち改題文庫化『死人は語る 蘭方医長崎浩斎』（ベスト時代文庫）
- 『幕末暗号戦争』（幻冬舎） 1999
- 『夜鷹殺し闇の平仄 漢学者・寺門静軒の謎解き帳』（祥伝社） 1999
- 『阿哥の剣法 よろず請負い』（祥伝社文庫） 2000
- 『影流暗殺刀 薩摩刺客』（徳間書店） 2000
- 『戯作者滝沢馬琴天保謎解き帳』（祥伝社） 2001
- 『酔いどれ暗殺剣』（徳間書店） 2001
- 『鬼勘武芸帳封殺』（学研M文庫） 2002
- 『幕末一撃必殺隊』（徳間文庫） 2002 - 漫画『いちげき』（松本次郎）の原作
- 『鬼武迷惑剣 江戸色里草紙』（学研M文庫） 2004
- 『鬼武迷惑剣仮宅雀 江戸色里草紙』（学研M文庫） 2004
- 『濡れ衣 詩魂の剣士・生田嵐峯』（祥伝社文庫） 2004
- 『えいびあん先生事件控』（学研M文庫） 2008

#### 「請負い人阿郷十四郎」シリーズ
- 『影の剣法 請負い人阿郷十四郎』（祥伝社文庫） 2002
- 『辻斬り始末 請負い人阿郷十四郎』（祥伝社文庫） 2003
- 『示現流始末 請負い人阿郷十四郎』（祥伝社文庫） 2004
- 『用心棒始末 請負い人阿郷十四郎』（祥伝社文庫） 2005

#### 「剣豪平山行蔵」シリーズ
- 『豪の剣 剣豪平山行蔵』（ハルキ文庫、時代小説文庫） 2004
- 『藩邸始末 剣豪平山行蔵』（ハルキ文庫、時代小説文庫） 2004

#### 「平四郎茶屋日記」シリーズ
- 『いわくの隠密 平四郎茶屋日記』（ベスト時代文庫） 2005
- 『いわくの剣 平四郎茶屋日記』（ベスト時代文庫） 2005
- 『いわくのお局 平四郎茶屋日記』（ベスト時代文庫） 2006

#### 「密命斬刑帖」シリーズ
- 『深川無明剣 密命斬刑帖』（コスミック・時代文庫） 2005
- 『吉原天誅剣 密命斬刑帖』（コスミック・時代文庫） 2006

#### 「吉原用心棒」シリーズ
- 『密命居合剣 吉原用心棒』（学研M文庫） 2005
- 『身請け舟 吉原用心棒』（学研M文庫） 2006

#### 「屋根葺き同心闇御用」シリーズ
- 『屋根葺き同心闇御用』（学研M文庫） 2006
- 『深川三角屋敷 屋根葺き同心闇御用』（学研M文庫） 2006
- 『谷中ころび坂 屋根葺き同心闇御用』（学研M文庫） 2006

#### 「吉原占屋始末」シリーズ
- 『闇の数珠 吉原占屋始末』（ハルキ文庫 時代小説文庫） 2006
- 『奸計 吉原占屋始末』（ハルキ文庫 時代小説文庫） 2007

#### 「とんび侍喧嘩帳」シリーズ
- 『とんび侍喧嘩帳』（2007年 学研M文庫） 2007
- 『男坂 とんび侍喧嘩帳』（2007年 学研M文庫） 2007

#### 「勇之助世直し始末」シリーズ
- 『孤剣 勇之助世直し始末』（コスミック・時代文庫） 2007
- 『破剣 勇之助世直し始末』（コスミック・時代文庫） 2007

#### 「蛇蝎の捨蔵」シリーズ
- 『蛇蠍の捨蔵 赦免花』（ベスト時代文庫） 2007
- 『蛇蠍の捨蔵 十手修羅』（ベスト時代文庫） 2007

#### 「秘剣の名医」シリーズ
- 『秘剣の名医 吉原裏典医 沢村伊織』 (コスミック・時代文庫） 2018
- 『秘剣の名医 二 吉原裏典医 沢村伊織』（コスミック・時代文庫） 2018
- 『秘剣の名医 三 吉原裏典医 沢村伊織』（コスミック・時代文庫） 2019
- 『秘剣の名医 四 吉原裏典医 沢村伊織』（コスミック・時代文庫） 2019
- 『秘剣の名医 五 蘭方検死医 沢村伊織』（コスミック・時代文庫） 2020
- 『秘剣の名医 六 蘭方検死医 沢村伊織』 (コスミック・時代文庫） 2020
- 『秘剣の名医 七 蘭方検死医 沢村伊織』 (コスミック・時代文庫） 2020
- 『秘剣の名医 八 蘭方検死医 沢村伊織』 (コスミック・時代文庫） 2021
- 『秘剣の名医 九 蘭方検死医 沢村伊織』 (コスミック・時代文庫） 2021
- 『秘剣の名医 十 蘭方検死医 沢村伊織』 (コスミック・時代文庫） 2021
- 『秘剣の名医 十一 蘭方検死医 沢村伊織』（コスミック・時代文庫） 2022
- 『秘剣の名医 十二 蘭方検死医 沢村伊織』（コスミック・時代文庫） 2022
- 『秘剣の名医 十三 蘭方検死医 沢村伊織』（コスミック・時代文庫） 2022
- 『秘剣の名医 十四 蘭方検死医 沢村伊織』（コスミック・時代文庫） 2023
- 『秘剣の名医 十五 蘭方検死医 沢村伊織』（コスミック・時代文庫） 2023
- 『秘剣の名医 十六 蘭方検死医 沢村伊織』（コスミック・時代文庫） 2024

#### 「最強の虎」シリーズ
- 『最強の虎 隠密裏同心 篠田虎之助』（コスミック・時代文庫） 2022.12
- 『最強の虎 二 隠密裏同心 篠田虎之助』（コスミック・時代文庫） 2023.6
- 『最強の虎 三 隠密裏同心 篠田虎之助』（コスミック・時代文庫） 2023.12

#### 「ご隠居同心」シリーズ
- 『ご隠居同心』（角川文庫） 2023.7
- 『ご隠居同心 女湯の喧嘩』（角川文庫） 2023.10

## 翻訳
- 『中国歴代家訓選』（編訳、徳間書店） 1991
- 『華僑商法の原点 ゼロから富を築く』（編、鶴間幸夫訳、アドア出版） 1992
- 『百戦奇略』（劉基、編訳、徳間書店） 1992、のち学研M文庫
- 『中国軍事成語集成』（編訳、徳間書店） 1993

## 参考
- 『文藝年鑑2007』生年月日